# Віїторул (Констанца)
«Віїторул» Констанца (рум. FC Viitorul Constanța) — румунський футбольний клуб із міста Констанца, заснований у 2009 році. У 2021 році об'єднався з клубом «Фарул» і фактично припинив існування. Чемпіон Румунії 2016/17.
Домашні матчі проводив на стадіоні «Віїторул» (Овідіу), який вміщує 4500 глядачів. З 2013 по 2015 рік грав на стадіоні «Конкордія» (Кіажна), який вміщує 5123 глядачі.

## Історія
Клуб засновано у 2009 році відомим румунським футболістом Георге Хаджі. Спочатку «Віїторул» виступав у Лізі С чемпіонату Румунії, де затримався лише на один стартовий рік, оскільки команда одразу ж зайняла 1-ше місце в лізі і почала виступати в Лізі ІІ чемпіонату Румунії. У Лізі І клуб стартував із сезону 2012/13.

Колишній логотип.

У 2017 році «Віїторул» домігся історичного досягнення: команда вперше в історії виграла чемпіонат Румунії, а власник і головний тренер клубу Георге Хаджі вперше став чемпіоном Румунії в статусі наставника команди. При цьому середній вік команди склав 22,2 роки, через що команда стала наймолодшим чемпіоном сезону в Європі.
Через два роки він також виграв Кубок та Суперкубок Румунії.
У червні 2021 року власник клубу Георге Хаджі, президент Георге Попеску та власник «Фарула» Чіпріан Маріка оголосили на прес-конференції, що їхні два клуби об'єдналися. «Фарул» зайняв місце «Віїторула» у Лізі I, при цьому команда продовжила виступати на стадіоні «Віїторул».

## Титули і досягнення
- Чемпіон Румунії (1): 2016/17
- Володар Кубка Румунії (1): 2018/19
- Володар Суперкубка Румунії (1): 2019